# Карло Реслер
Карло Реслер (хорв. Karlo Ressler; нар. 26 грудня 1989, Загреб) — хорватський правник, політик, радник голови хорватського уряду, заступник голови Молоді Європейської народної партії, депутат Європарламенту від Хорватської демократичної співдружності (ХДС) з 2019 року.

## Короткий життєпис
Закінчив із відзнакою юридичний факультет Загребського університету. Свій останній перед випуском курс провів у Шеффілдському університеті, беручи участь у програмі студентського обміну «Erasmus». В інституті зарубіжного та міжнародного кримінального права імені Макса Планка у Фрайбурзі здобув докторський ступінь із теми торгівлі людьми в Південно-Східній Європі.
Одержавши диплом, почав працювати асистентом на юридичному факультеті Загребського університету. У 2013—2016 рр. був помічником тодішнього депутата Європарламенту Андрея Пленковича. Після перемоги ХДС на парламентських виборах восени 2016 р. його призначили радником із правових і політичних питань новозатвердженого прем'єр-міністра Пленковича.
Реслер очолив список ХДС на хорватських виборах у Європарламент 2019 р., де ХДС здобула 4 мандати та найбільшу кількість голосів, тобто 22,7 відсотка, а сам він набрав найбільшу кількість преференційних голосів у списку ХДС — 52 309 або 21,71 %, що є четвертим найкращим загальним результатом.
Ставши членом Європарламенту, працює в Комітеті з питань бюджету та Комітеті з питань громадянських свобод, правосуддя і внутрішніх справ.
Одружений з адвокаткою Карлою Реслер, з якою має дочку Беату (2014) і сина Борно (2017).

## Партійна робота
2009 р. вступив у члени ХДС. Брав активну участь у двох переможних кампаніях ХДС на європейських виборах у 2013 і 2014 рр. та в кампаніях на парламентських виборах. 2017 р. очолив робочу групу з питань нового статуту Хорватської демократичної співдружності. Станом на кінець 2019 р., входить до Статутної комісії ХДС та обіймає посаду заступника голови судового комітету партії. Карло координував створення до виборів у Європейський парламент 2019 р. програми ХДС «Хорватія для поколінь».
Удруге став віцеголовою Молоді Європейської народної партії.